# Солодово (Московская область)
Солодово — деревня в Волоколамском районе Московской области России. Входит в состав сельского поселения Осташёвское. Население — 111 чел. (2010).

## География
Деревня Солодово расположена на западе Московской области, в южной части Волоколамского района, на автодороге Р108 Суворово — Руза, примерно в 16 км к югу от города Волоколамска. Связана автобусным сообщением с городом Рузой. В деревне 13 улиц и 3 переулка. Ближайшие населённые пункты — деревни Шульгино, Шахолово и село Осташёво. Рядом с деревней Солодово расположено Рузское водохранилище.

## Население
| 1859 | 1926 | 2002 | 2006 | 2010 |
| ---- | ---- | ---- | ---- | ---- |
| 67   | ↗111 | ↘106 | ↘98  | ↗111 |

## История
В «Списке населённых мест» 1862 года Солодово — владельческое сельцо 1-го стана Рузского уезда Московской губернии на дороге из Рузы в Волоколамск, в 25 верстах от уездного города, при реке Рузе, с 14 дворами и 67 жителями (37 мужчин, 30 женщин).
По данным 1890 года входило в состав Ащеринской волости Рузского уезда, число душ мужского пола составляло 35 человек.
В 1913 году — 12 дворов и усадьба.
1922—1929 гг. — деревня Ащеринской волости Можайского уезда.
По материалам Всесоюзной переписи 1926 года — деревня Токарёвского сельсовета Ащеринской волости Можайского уезда, проживало 111 жителей (50 мужчин, 61 женщина), насчитывалось 18 крестьянских хозяйств.
С 1929 года — населённый пункт в составе Рузского района Московского округа Московской области. Постановлением ЦИК и СНК от 23 июля 1930 года округа как административно-территориальные единицы были ликвидированы.
1929—1930 гг. — деревня Токарёвского сельсовета Рузского района.
1930—1939 гг. — деревня Токарёвского сельсовета Волоколамского района.
1939—1957 гг. — деревня Токарёвского сельсовета Осташёвского района.
1957—1963 гг. — деревня Токарёвского сельсовета Волоколамского района.
1963—1965 гг. — деревня Токарёвского сельсовета Волоколамского укрупнённого сельского района.
1965—1972 гг. — деревня Токарёвского сельсовета Волоколамского района.
1972—1994 гг. — деревня Осташёвского сельсовета Волоколамского района.
В 1994 году Московской областной думой было утверждено положение о местном самоуправлении в Московской области, сельские советы как административно-территориальные единицы были преобразованы в сельские округа.
1994—2006 гг. — деревня Осташёвского сельского округа Волоколамского района.
С 2006 года — деревня сельского поселения Осташёвское Волоколамского муниципального района Московской области.
Братская могила в деревне Солодово на улице Главной. Памятник установлен в 1990 году. Похоронено 111 человек, все известны. Погибли при освобождении деревни в декабре 1941 года - январе 1942 года.